# Albert Poels

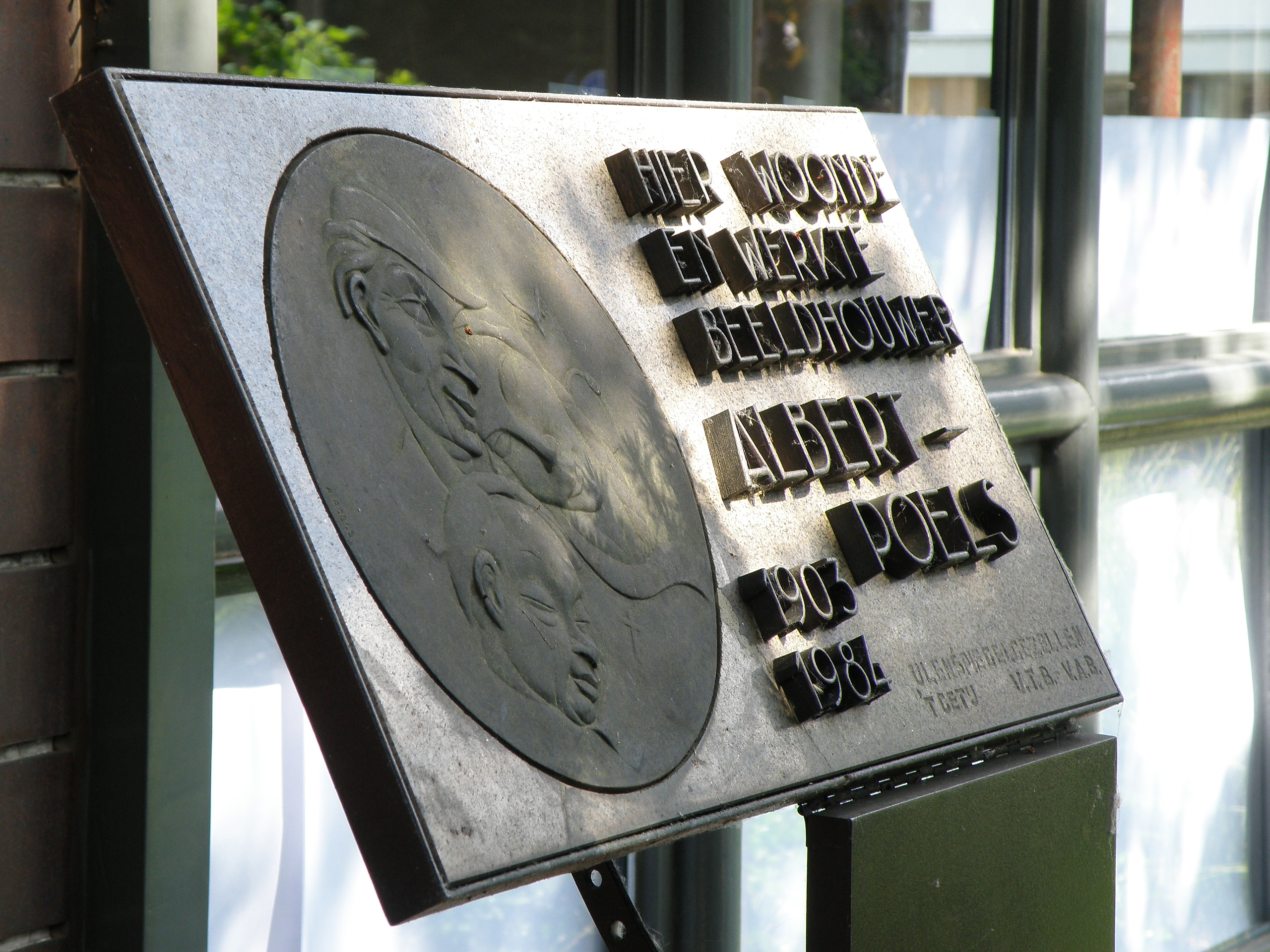
Antwerpen, district Borgerhout. Huis aan de Arthur Matthyslaan nr. 61 (hoek met Thibautstraat). Gedenkplaat ter ere van Albert Poels.

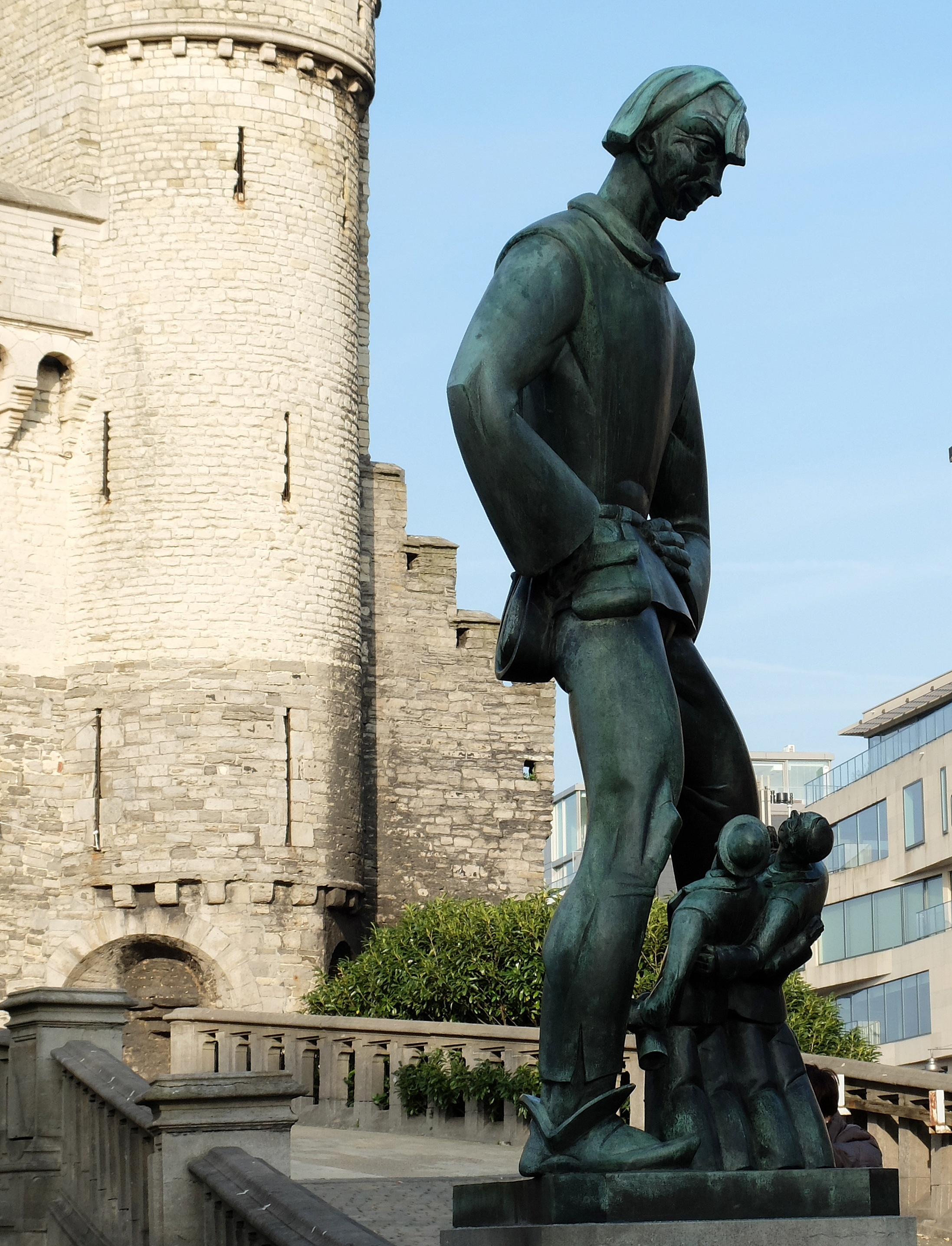
Lange Wapper aan het Antwerpse Steen.

Albert Poels (Berchem, 7 april 1903 – Borgerhout, 23 augustus 1984) was een Belgische beeldhouwer uit Antwerpen, medailleur en juwelenontwerper. Hij stamde uit een kunstenaarsfamilie. Poels leerde het vak bij zijn vader Jan Poels die ornamentist was in de Statiestraat in Berchem. Hij studeerde aan de academiën van Berchem en Antwerpen en aan het Nationaal Hoger Instituut voor Schone Kunsten te Antwerpen.
Van hem zijn talrijke dierenbeelden bekend, uilenspiegels, figuren uit de literatuur en de folklore, portretten van kunstenaars (onder andere portretreliëfs van Cyriel Verschaeve en Joris Van Severen), heiligenbeelden, grafstenen en monumenten. In het Antwerpse centrum zijn vele Mariabeelden te bewonderen die gevels van huizen sieren, onder andere op de Grote Steenweg te Berchem en op het Antwerpse Sint-Jansplein. De monumentale beelden aan de gevel van het Sint-Lievenscollege in Antwerpen werden in de literatuur verkeerdelijk aan hem toegeschreven. Ze zijn van de hand van zijn vader Jan.

## Enkele werken
- Herdenkingssteen Jozef Simons in Turnhout (1948-1949)
- Het grafmonument van Berten Fermont op het Schoonselhof (1934), gecommissioneerd door Nestor Gerard[1]
- Het Mariabeeld boven de toegangspoort van de OLV Geboorte Kerk in Essen (1950)
- Sint Willibrordus aan de Sint-Willibrorduskerk in Berchem (1962)
- Lange Wapperbeeld voor het kasteel Het Steen (1963)
- Het Wittemonument op de markt in Zichem (1964)
- Het Filip De Pillecyn monument aan de monding van de Durme in de Schelde (1966)
- Reynaertbank, Sint-Niklaas. Romain De Vidtspark.
- Gedenkplaat van Felix Timmermans in Lier (1957)[2]
- Thyl Eulenspiegel, Nele und Lamme Goeldzak (1952). Sculptuur Stadsmuseum Mölln, Duitsland.

- Digitale Bibliotheek voor de Nederlandse Letteren: poel068
- Gemeinsame Normdatei: 174258690
- International Standard Name Identifier: 0000 0003 7024 4679
- Nederlandse Thesaurus van Auteursnamen: 229550878
- RKD-Nederlands Instituut voor Kunstgeschiedenis: 63971
- Virtual International Authority File: 241672921
- WorldCat: E39PBJvt7gqwXpK3K4Xhxw97HC